# Káto Makrinoú
Káto Makrinoú (Kato Makrinou) är en ort i Grekland.   Den ligger i prefekturen Nomós Aitolías kai Akarnanías och regionen Västra Grekland, i den centrala delen av landet, 190 km väster om huvudstaden Aten. Káto Makrinoú ligger 53 meter över havet och antalet invånare är 580.
Terrängen runt Káto Makrinoú är huvudsakligen kuperad. Káto Makrinoú ligger nere i en dal.Runt Káto Makrinoú är det ganska glesbefolkat, med 25 invånare per kvadratkilometer. Närmaste större samhälle är Thérmo, 11,3 km norr om Káto Makrinoú. I omgivningarna runt Káto Makrinoú växer i huvudsak blandskog.